# 李周彝
李周彝，本姓宋，深州博野（今河北蠡县）人，唐朝末年五代十国将领，凤翔节度使李茂贞的从弟，随李茂贞一起被赐名李茂勋。
唐末李茂勋为凤翔都将，李茂贞表为鄜州保大军节度使，官至兼侍中。天复二年（902年）朱全忠围凤翔，李茂勋率兵驻扎三原，救李茂贞。朱全忠派遣部将康怀英、孔勍攻击李茂勋，李茂勋逃走。十一月初一，李茂勋帅其众万余人救凤翔，屯于城北阪上，与凤翔城中举烽相应。十一月十二日，朱全忠派孔勍、李晖率兵乘虚攻克鄜州，生擒鄜州留后李继璙，尽俘李茂勋家属，李茂勋听到这消息，率领军队逃走。十二月，李茂勋派遣使者向朱全忠请求归降，改名李周彝，署为元帅府行军司马。天祐三年（906年）四月，天雄牙将史仁遇作乱，聚众数万，占据高唐，自称天雄留后。朱全忠派元帅府左司马李周彝、右司马符道昭攻击作乱魏兵，杀死近一半，夺取高唐，屠城。活捉了史仁遇，将他锯死。朱自忠分出步、骑兵数万人，派遣行军司马李周彝率领，自河阳出发救援潞州。后梁开平年间，李周彝为河阳节度使，跟随后梁太祖（朱全忠）伐镇州，乾化二年（912年）二月二十六乙亥日，后梁太祖到达魏州，命都招讨使及宣义节度使杨师厚、副使及前河阳节度使李周彝包围枣强。三月一天夜里，一个小兵用绳索缒也出城去，前往后梁军营假装投降，李周彝召他询问城中戒备情形，他说：“没有半月的时间，是不容易攻下的。我既已归服受命，希望给我一把利剑，拼死抢先登城，取下守城将领的首级。”李周彝没有允许，派他挑担随军。此人得空挥起扁担猛击李周彝的头，李周彝跌倒在地，左右的人前来营救，才得免死。梁太祖大怒，命令杨师厚加紧攻城，三月初七，攻克枣强，城中不管老幼全部屠杀。李周彝转任金吾上将军，在景店宋兵襄助王瓒，王瓒令他分屯西寨，晋王李存勖将他击败，李周彝降晋为左卫上将军。次年，以太子太傅致仕。后唐同光年间，复名李茂勋。天成初年，因病在洛阳去世。